# Щефи Граф
Щефани Мария „Щефи“ Граф (на немски: Stefanie Maria „Steffi“ Graf) е бивша германска тенисистка, определяна заради успехите си като най-добрата за всички времена. За първи път достига № 1 в световната ранглиста на 17 август 1987 г., а общо в кариерата си е на първото място в продължение на рекордните 377 седмици – по-дълго от всеки друг тенисист или тенисистка в историята, откакто Женската асоциация по тенис WTA и Асоциацията на професионалните тенисисти ATP водят тези класации. Тя печели 107 титли, като се нарежда на трето място в списъка за всички времена на WTA след Мартина Навратилова (167 титли) и Крис Евърт (157 титли). Според група експерти, събрани от Асошиейтед Прес, Щефи Граф е обявена за най-добрата тенисистка на 20 век.
Като цяло Граф печели 22 титли на сингъл в турнирите от Големия шлем, на второ място сред тенисистите (мъже и жени). Нейните 22 титли отбелязват рекорда за най-много победи на тенисист (мъж или жена) във веригата Големия шлем от въвеждането на Open Era през 1968 г. През 1988 г. печели Големия шлем, като побеждава и на четирите турнира. Същата година тя спечелва 2 златни медала от Олимпиадата, с което става първият и единствен тенисист (мъж или жена), който постига Златен шлем – спечелване на Големия шлем и олимпийската титла в рамките на една и съща календарна година.
Значима особеност в играта на Граф е нейната гъвкавост върху всички повърхности за игра и е известна със своята подвижност и с мощния си форхенд. Тя печели всеки от четирите турнира за Големи шлема най-малко 4 пъти – единственият играч, който е успял да направи това . Граф печели 6 френски титли на Откритото първенство на Франция „Ролан Гарос“ (на второ място след Евърт) и 7 титли на Откритото първенство на Англия – турнира „Уимбълдън“ (трета след Навратилова и Хелън Уилс Мууди). Тя е единственият играч (мъж или жена), който постига Голям шлем като играе на четири различни вида тенис кортове (Rebound Ace, трева, глина и DecoTurf). Играчи са печелили Голям шлем преди нея, когато Откритите първенства на Австралия и САЩ все още са се играели на трева. Граф достига 13 последователни финала на турнири за Големия шлем от „Ролан Гарос“ 1987 до „Ролан Гарос“ 1990, като побеждава в 9 от тях. Тя печели 5 поредни турнира от веригата Големия шлем (от Откритото първенство на Австралия 1988 до Откритото първенство на Австралия 1989) и 7 турнира за Големия шлем от осем в две календарни години (от Откритото първенство на Австралия 1988 до от Откритото първенство на САЩ 1989, с изключение на „Ролан Гарос“ 1989. Тя достига общо 31 финала от турнири за Големия шлем, трета като цяло след Евърт (34 финала) и Навратилова (32 финала).
Граф е считана от някои за най-великия тенис-играч при жените за всички времена. Били Джийн Кинг казва през 1999 г., „Щефи е определено най-добрата тенисистка на всички времена“. Самата Навратилова е включила Граф в списъка си за велики играчи. През декември 1999 г. Граф е обявена за най-великата тенисистка на 20 век от група от експерти, събрани от Асошиейтед Прес. Писателят Стив Флинк, в книгата си „Най-великите тенис мачове на ХХ век“, я нарича най-добрия женски играч на 20 век. През март 2012 г. Tennis Channel качват Граф като най-голямата тенисистка някога в техния списък на 100-те най-велики тенисисти на всички времена.
Граф играе професионално от 1982 г., а се оттегля от тениса през 1999 г., докато е класирана като номер 3 в Световната ранглиста. Тя е приета в Тенис залата на славата през 2004 г.
Омъжена е за известния тенисист Андре Агаси. Имат две деца Джейдън-Гил и Джаз-Ел.

## Биография
Щефи Граф е родена на 14 юни 1969 г. в Манхайм, Баден-Вюртемберг, Западна Германия. Тя е въведена в тениса от баща си Петър Граф, продавач на коли, застрахователен агент и амбициозен тенис-треньор, който учи три-годишната си дъщеря как се замахва с дървена ракета в хо̀ла на дома им. Щефи започва да тренира тенис на корта на 4-годишна възраст и играе в първия си турнир на пет години. Тя веднага започва редовно да побеждава в турнири за младежи и през 1982 г. печели Европейските първенства 12S и 18S.

### Ранна кариера
Граф играе в първия си професионален турнир през октомври 1982 г. в Щутгарт, Германия. Тя губи първия си кръгов мач с 6 – 4, 6 – 0 от Трейси Остин, двукратен шампион на САЩ и бивша номер 1 в Световната ранглиста. Дванадесет години по-късно Граф побеждава Остин с 6 – 0, 6 – 0 по време на втори кръгов мач за купата „Крис Евърт“ в Индиън Уелс, Калифорния, който е вторият и последен мач на двете една срещу друга.
В началото на първата си пълна професионална година през 1983 г., 13-годишната Граф е класирана в Световната ранглиста под № 124. Тя не печели титли през следващите три години, но постепенно се изкачва в класирането до № 98 през 1983 г., № 22 през 1984 г. и № 6 през 1985 г. През 1984 г. тя за първи път привлича международното внимание, когато почти побеждава десетата в класацията Джо Дюри от Обединеното кралство в четвъртия кръг от мача Centre Court на Уимбълдън. През август, 15-годишна (и най-младият участник), представляваща Западна Германия, Граф печели събитието по тенис-демонстрация по време на Олимпийските игри в Лос Анджелис през 1984 г. Не са връчени никакви медали, тъй като това не е официално олимпийско събитие.
Графикът на Граф е тясно контролиран от баща ѝ, който ограничава играта ѝ, така че да не се изтощава. През 1985 г. например, тя играе само 10 състезания, водещи до Откритото първенство на САЩ, докато друга изгряваща звезда, Габриела Сабатини от Аржентина, която е с една година по-млада от Граф, играе 21. Питър оказва строг контрол и върху личния живот на Граф. Покани за социални мероприятия по време на турне често са отказвани поради факта, че Граф трябва да е концентрирана върху тренировки и мачове. Докато работи с баща си и след това треньора Павел Сложил, Граф обикновено тренира максимално по 4 часа на ден, като често се случва и да потегля директно от летището към кортовете за тренировка. Заради този стриктен режим Граф, която по природа е срамежлива, не успява да се сприятели с много хора, но от друга страна подобрява изключително много играта си.
През 1985 г. и началото на 1986 г. Граф се превръща в основен противник на Мартина Навратилова и Крис Евърт. През този период тя губи шест мача срещу Евърт и три мача срещу Навратилова. Тя не успява да спечели първенство, но постоянно достига до финали и полуфинали, като най-впечатляващ е полуфиналът, в който губи срещу Навратилова в откритото първенство на САЩ.
На 13 април 1986 г. Граф печели първото си тенис първенство и побеждава Евърт за първи път на финала на Фемили Съркъл Къп в Южна Калифорния. След това тя никога не допуска загуба срещу Евърт, като я побеждава седем пъти през следващите три години и половина. След това Граф печели още три първенства на о-в Амелия, Чарлстън и Берлин, като кулминацията е върху победата над Навратилова с 6 – 2, 6 – 3 по време на финала на последното първенство. Поради заболяване тя не успява да играе на Уимбълдън и инцидент, при който си чупи пръст на крака няколко седмици по-късно също я спират по пътя нагоре. Тя се връща, печелейки малко състезание в Мауа точно преди отвореното първенство на САЩ, където в един от най-очакваните мачове на годината тя се сблъсква с Навратилова на полуфинал. Мачът се играе в продължение на два дни, като Навратилова печели накрая с 6 – 1, 6 – 7, 7 – 6. След това Граф печели три поредни титли в Токио, Цюрих и Брайтън преди отново да се изправи срещу Навратилова по време на шампионата на Вирджиния Слимс в Ню Йорк. Този път Навратилова побеждава Граф със 7 – 6, 6 – 3, 6 – 2.

### Година на пробива: 1987
Големият пробив на Граф на Големия шлем идва през 1987 г. Тя започва годината силно с 6 победи във Френското първенство, като най-значима е тази по време на първенството в Маями, където побеждава Мартина Навратилова в полуфинал и Крис Евърт на финал. В отвореното първенство на Франция на финала побеждава Навратилова, която тогава е номер 1 в световната ранглиста, с 6 – 4, 4 – 6, 8 – 6, след като побеждава Габриела Сабатини на полуфинал.
След това Граф пада от Навратилова със 7 – 5, 6 – 3 на финала на Уимбълдън, което е първата ѝ загуба за годината. Въпреки това три седмици по-късно тя с лекота отстранява Евърт на турнир за купата на федерацията във Ванкувър, Канада с 6 – 2, 6 – 1. На финала на отвореното първенство на САЩ Навратилова отново побеждава Граф със 7 – 6, 6 – 1.

## Личен живот
През 90-те години на 20 век тя за кратко се среща с немския тенисист Александър Мронз. По-късно тя започва дългогодишна връзка със състезателния пилот Майкъл Бартелс.
На 22 октомври 2001 г. тя се омъжва за Андре Агаси, като единствените свидетели на сватбата са техните майки. Четири дни по-късно Граф ражда техния син Джейдън Гил. Раждането подранява с шест седмици. През 2003 г. се ражда и дъщеря им Джаз Ел.
През 1991 г. в Лайпциг отваря врати център за младежки тенис на името на Щефи Граф. Тя е основател и председател на „Деца за утре“, организация с нестопанска цел, която подпомага с различни проекти деца, които са травмирани в резултат на война или друго нещастие.